# Kalima (groupe)
 (juin 2024).
La mise en forme du texte ne suit pas les recommandations de Wikipédia : il faut le « wikifier ».
Les points d'amélioration suivants sont les cas les plus fréquents. Le détail des points à revoir est peut-être précisé sur la page de discussion.
- Les titres sont pré-formatés par le logiciel. Ils ne sont ni en capitales, ni en gras.
- Le texte ne doit pas être écrit en capitales (les noms de famille non plus), ni en gras, ni en italique, ni en « petit »…
- Le gras n'est utilisé que pour surligner le titre de l'article dans l'introduction, une seule fois.
- L'italique est rarement utilisé : mots en langue étrangère, titres d'œuvres, noms de bateaux, etc.
- Les citations ne sont pas en italique mais en corps de texte normal. Elles sont entourées par des guillemets français : « et ».
- Les listes à puces sont à éviter, des paragraphes rédigés étant largement préférés. Les tableaux sont à réserver à la présentation de données structurées (résultats, etc.).
- Les appels de note de bas de page (petits chiffres en exposant, introduits par l'outil «  Source ») sont à placer entre la fin de phrase et le point final[comme ça].
- Les liens internes (vers d'autres articles de Wikipédia) sont à choisir avec parcimonie. Créez des liens vers des articles approfondissant le sujet. Les termes génériques sans rapport avec le sujet sont à éviter, ainsi que les répétitions de liens vers un même terme.
- Les liens externes sont à placer uniquement dans une section « Liens externes », à la fin de l'article. Ces liens sont à choisir avec parcimonie suivant les règles définies. Si un lien sert de source à l'article, son insertion dans le texte est à faire par les notes de bas de page.
- La présentation des références doit suivre les conventions bibliographiques. Il est recommandé d'utiliser les modèles {{Ouvrage}}, {{Chapitre}}, {{Article}}, {{Lien web}} et/ou {{Bibliographie}}. Le mode d'édition visuel peut mettre en forme automatiquement les références.
- Insérer une infobox (cadre d'informations à droite) n'est pas obligatoire pour parachever la mise en page.

Pour une aide détaillée, merci de consulter Aide:Wikification.
Si vous pensez que ces points ont été résolus, vous pouvez retirer ce bandeau et améliorer la mise en forme d'un autre article.
 (juin 2024).
Kalima était un groupe de Factory Records basé à Manchester, actif de 1980 à 1991,puis en 2001 après s'être reformé, jouant dans un style funk, latin et jazz.

## Histoire
Le groupe s'est formé à l'origine sous le nom de Swamp Children en 1980, avec une formation composée de Ceri Evans (claviers et basse), John Kirkham (guitare, anciennement de Pink Military ), Martin Moscrop (batterie), Ann Quigley (chant), Tony Quigley (saxophone). et basse) et Cliff Saffer (sax). Sous le nom de Swamp Children, le groupe a sorti le singles "Little Voices" sur Factory en octobre 1981  et "Taste What's Rhythm" (septembre 1982) et l'album So Hot (octobre 1982, également publié par Factory UK) sur Factory Benelux  L'album a été noté 5 étoiles dans la publication Rock Yearbook 1983 de Virgin Books  et a reçu une critique très positive dans Melody Maker . Le morceau "Flesh" est également apparu sur la compilation Crépuscule The Fruit of the Original Sin..
Le groupe a changé son nom pour Kalima en 1983, du nom d'un morceau d'Elvin Jones sur son album Remembrance de 1978. Cette année-là, le groupe ajoute Chris Manis (percussions), Andy Connell (piano, claviers) et Jeremy Kerr (basse, vibes). Cela signifiait que le groupe contenait tous les membres de A Certain Ratio à l'exception de Donald Johnson. Tony Quigley a également rejoint A Certain Ratio au début de 1985. Kalima a sorti son premier enregistrement, "Fly Away/The Smiling Hour", en janvier 1984 sur Factory. L'EP Four Songs suivit en octobre 1985 et l'album Night Time Shadows en mai 1986.
Avoir un si grand groupe et partager la plupart des membres avec A Certain Ratio a conduit à des problèmes de coordination avec le calendrier de ce groupe et sa tournée aux États-Unis. Andy Connell a également obtenu un succès dans les charts avec Swing Out Sister, dans lequel il a fini par quitter les deux groupes après que Kalima ait sorti le single "Whispered Words" en mai 1986. Evans, Kerr et Moscrop suivirent bientôt.
Kalima sort le single "Weird Feelings" en mai 1987 avec le nouveau bassiste Martin Hennin. Hennin et Saffer partirent bientôt. Le groupe a ensuite ajouté Warren Sharples (basse), David Higgins (batterie), Andy Boothman (percussions), Matthew Taylor (cors) et Bernard Moss (cors). Cette formation a enregistré l'album Kalima! fin 1987, sorti mi-1988. Le groupe a déménagé à Londres pour faire partie de la scène acid jazz et a sorti la collection Flyaway en 1989 et a enregistré son troisième album, Feeling Fine, à la fin de 1989  Feeling Fine est finalement sorti en août 1990 et ne s'est pas bien vendu (dans les notes de pochette de la compilation Palatine, Tony Wilson dit "Je n'ai jamais obtenu le crédit. Blâmez la société.") et le groupe est alors devenu inactif.
Ann et Tony Quigley ainsi que John Kirkham ont reformé le groupe en  en 2001 en tant que trio et ont enregistré leurs album intitulé In Spirit, publié sur leur propre label Kin.
Tous les enregistrements de Swamp Children et Kalima, à l'exception du dernier album, ont été réédités par LTM Recordings en 2004 et 2005.

## Discographie

### Swamp Children

#### Album
- So Hot (LP, Factory Benelux FBN-21, octobre 1982; LP, Factory FACT-70, octobre 1982) [4],[5]
  - "Samba Zippy (Part One)" (0:53) / "El Figaro" (4:20) / "Tender Game" (5:34) / "Magic" (4:05) / "Sunny Weather" (4: 13) // "Samba Zippy (Part Two)" (4:34) / "No Sunshine" (4:20) / "Spark the Flame" (6:15) / "Secret Whispers" (5:05)
  - Factory Benelux et Factory sortent dans des pochettes différentes
  - Réédition 2004 (CD, LTM LTMCD-2364, 2004) [6] titres supplémentaires : "Taste What's Rhythm" (6h00) / "You've Got Me Beat" (4:53) / "Softly Saying Goodbye" (4 :09) / "Appelle-moi chérie" (4:52) / "Garçon" (4:23) / "Petites voix" (7:18)

#### Singles
- "Little Voices" (7:10) // "Call Me Honey" (4:52) / "Boy" (4:21) (12", Factory FAC-49, octobre 1981) [7]
- "Taste What's Rhythm" (6h00) // "You've Got Me Beat" (4:55) / "Softly Saying Goodbye" (4:08) (12", Factory Benelux FBN-16, septembre 1982) [8]

#### Compilation
- "Flesh" (5:50) sur The Fruit of the Original Sin (2 × LP, Crépuscule TWI-035, novembre 1981) [9]

### Kalima

#### Albums
- Night Time Shadows (LP, Factory FACT-155, mai 1986) [10]
  - "Mystic Rhymes" (5:19) / "After Hours" (4:09) / "Green Dolphin Street" (3:09) / "Black Water" (6:36) / "In Time" (1:03) // "Father Pants" (7:45) / "Start the Melody" (4:25) / "Token Freaky" (3:36) / "Love Suspended in Time" (4:13)
- Night Time Shadows + Singles (CD, LTM LTMCD-2379, 2004) [11]
  - morceaux supplémentaires : "The Smiling Hour" (4:36) / "Fly Away" (5:39) / "Trickery" (4:27) / "Land of Dreams" (6:48) / "Sparkle" (3: 44) / "So Sad" (5:15)
- Kalima! (LP, Factory FACT-206, mai 1988) [12]
  - "That Twinkle (In Your Eye)" (4:46) / "Casabel" (3:18) / "Sad and Blue" (4:22) / "Over the Waves" (3:36) / "Now You' re Mine" (3:28) // "The Strangest Thing" (4:40) / "Special Way" (3:55) / "Autumn Leaves" (5:01) / "Julan" (5:02)
  - Réédition 2004 (CD, LTM LTMCD-2407, 2005) [13] titres supplémentaires : "Weird Feelings" (3:36) / "The Dance" (5:30) / "Rainforest" (5:00) / "Whispered Words " (4:36) / "Sugar and Spice" (5:04) / "In Time (Version)" (1:50)
- Feeling Fine (LP, Factory FACT-249, août 1990) [14]
  - "Shine" (5:58) / "A Thousand Signs" (5:23) / "Take It Easy" (4:05) / "Interstella" (5:03) // "All the Way Through" (6: 03) / "Big Fat City" (5:17) / "The Groovy One" (4:48) / "Azure" (1:51) / "Unreal" (4:20)
- Feeling Fine + Singles (CD, LTM LTMCD-2449, 2005) [15]
  - morceaux supplémentaires : "Shine (Vibrazonic Dub Mix)" (8:59) / "Shine (Concrèt Mix)" (7:12)
- In Spirit (CD, Kin KIN-001, 2001) [16]
  - "Remember" (5:50) / "Send Me" (4:49) / "A Thousand Sighs" (5:24) / "Smitten" (6:16) / "Unreal" (4:25) / "Ready" (7:19) / "Vroom" (5:40) / "Laurie's Song" (4:08) / "Vroom Down" (0:43) / "Firefly" (4:36) / "Shine (Concrete Mix )" (7:11)

#### Singles et EP
- "The Smiling Hour" (4:20) / "Fly Away" (5:13) (12", Factory FAC-87, janvier 1984) [17]
- Quatre chansons (12", Factory FAC-127, octobre 1985) [18]
  - "Trickery" (4:21) / "Land of Dreams" (6:47) // "Sparkle" (3:39) / "So Sad" (4:13)
- "Whispered Words" (4:37) // "Sugar and Spice" (5:07) / "In Time" (1:54) (12", Factory FAC-147, mai 1986) [19]
- "Weird Feelings" (3:34) / "The Dance" (5:28) (12", Factory FAC-187, mai 1987) [20]
- "Shine (Vibrazonic Dub Mix)" (8:59) / "Shine (Concrèt Mix)" (7:12) (12", Factory FAC-269, juillet 1990) [21]

#### Compilation
- Flyaway (CD, Usine FACD-219, 1989) [22]
  - "Samba Zippy" (4:34) / "Tender Games" (5:34) / "Smiling Hour" (4:20) / "Flyaway" (5:13) / "Trickery" (4:21) / "Land of Dreams" (6:47) / "Sparkle" (3:39) / "Whispered Words" (4:37) / "Sugar and Spice" (5:07) / "Mystic Rhymes" (5:19) / " After Hours" (4:09) / "Start the Melody" (4:25) / "Token Freaky" (3:36) / "Love Suspended" (4:13) / "Weird Feelings" (3:34) / "The Dance" (5:28)
  - deux premiers morceaux des Swamp Children